# Deutsche Bunsen-Gesellschaft für Physikalische Chemie
Die Deutsche Bunsen-Gesellschaft für physikalische Chemie (DBG) ist eine gemeinnützige Gesellschaft, deren Ziel es ist, die physikalische Chemie in wissenschaftlicher und technischer Hinsicht zu fördern. Stand 2023 hat die Gesellschaft ca. 1300 Mitglieder aus Hochschulen, Industrie und Forschung.
Jährlich findet seit 1894 an wechselnden Orten in Deutschland und im deutschsprachigen Ausland die Bunsen-Tagung mit etwa 700 Teilnehmern statt.

## Geschichte
Die Deutsche Bunsen-Gesellschaft für Physikalische Chemie wurde auf Anregung von Wilhelm Ostwald am 21. April 1894 als Deutsche Elektrochemische Gesellschaft in Kassel gegründet. Gründungsmitglieder waren Jacobus Henricus van ’t Hoff, Wilhelm Ostwald und Walther Nernst. 1902 wurde sie auf Betreiben von Wilhelm Ostwald zu Ehren von Robert Bunsen in die Deutsche Bunsen-Gesellschaft für angewandte physikalische Chemie umbenannt. Seit 1936 führt sie den heutigen Namen. Hauptaufgaben und Ziele der DBG sind unter anderem Publikation wissenschaftlicher Ergebnisse und wichtiger Informationen, Organisation wissenschaftlicher Tagungen, Vergabe von Preisen und Auszeichnungen zur Wissenschaftsförderung und in Anerkennung für hervorragende wissenschaftliche Leistungen, Nachwuchsförderung, Netzwerk zwischen Industrie und Forschung. Die DBG vertritt deutschlandweit die physikalische Chemie in der EuChemS.
Der Sitz der Bunsen-Gesellschaft befindet sich in der Varrentrappstraße in Frankfurt am Main, benannt nach dem Chemiker Franz Varrentrapp.

## Veranstaltungen

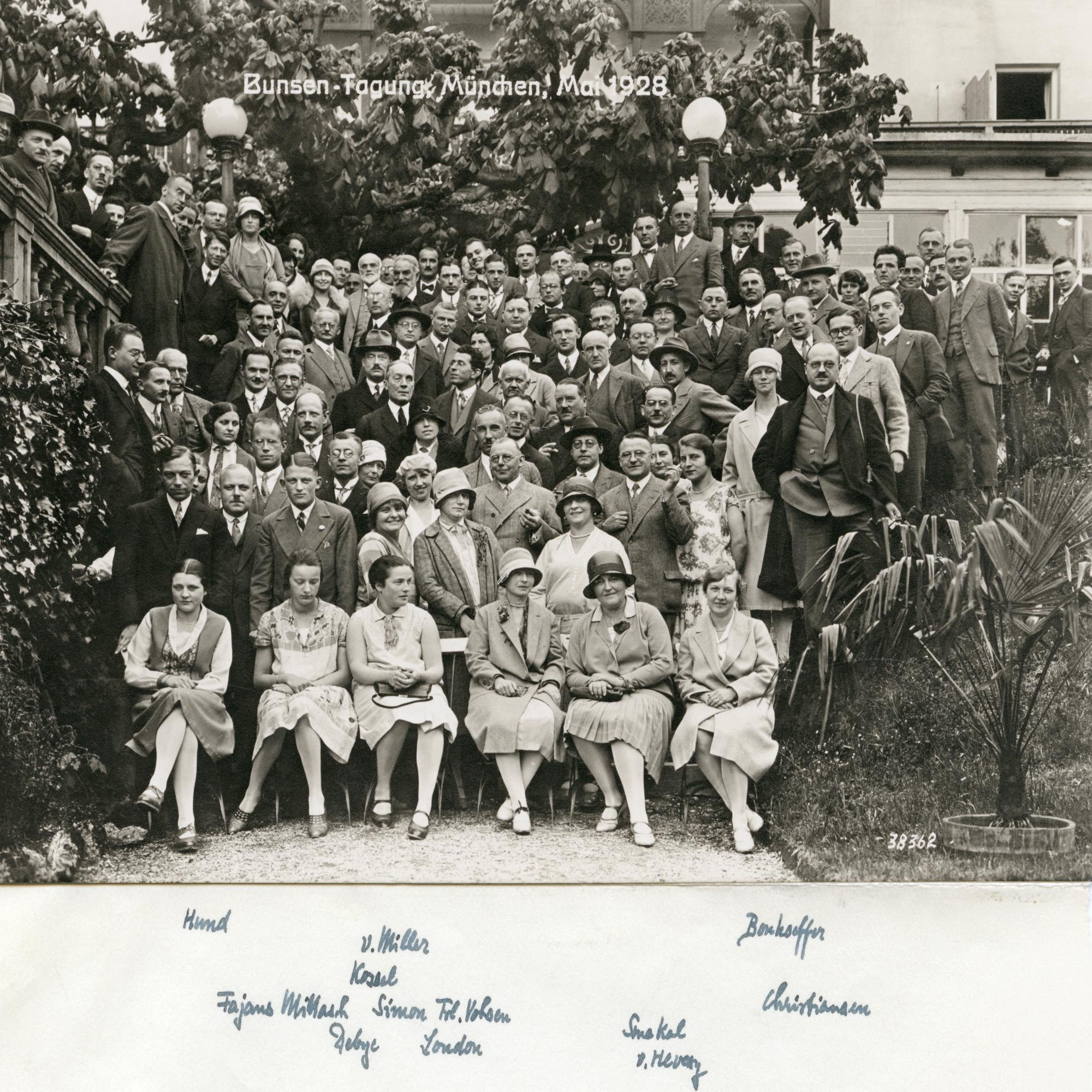
Bunsen-Tagung, Mai 1928 in München

Die Bunsen-Tagung ist die größte Tagung für physikalische Chemie in Deutschland und findet seit 1894 jährlich, mit wenigen Ausnahmen, an wechselnden Orten im deutschsprachigen Raum statt. Die Tagung ist die Hauptversammlung der Gesellschaft. Die Konferenz wurde ein Erfolg und Wissenschaftler aus der ganzen Welt stellen seither ihre Forschungen und Forschungsergebnisse in der physikalischen Chemie vor. Traditionell gibt es während der 3-tägigen Konferenz neben den wissenschaftlichen Vorträgen weitere kleinere Veranstaltungen. So die Preisverleihung der Gesellschaft, Postervorträge von Studierenden, verschiedene Workshops, Dinner und Gesellschaftsabende.
Weitere Veranstaltungsformate sind Bunsen-Kolloquien und International Bunsen Discussion Meetings.
Beachtung finden auch die Veranstaltungen der Nachwuchswissenschaftler der DBG, bei denen gezielt auf die Nachwuchsförderung eingegangen wird.

## Publikationen
Das Bunsen-Magazin ist die Mitgliederzeitschrift der Deutschen Bunsen-Gesellschaft und auch eine Fachpublikation zu Themen der physikalischen Chemie. Unter diesem Namen erscheint es seit 1999 und berichtet unter anderem über Entwicklungen aus den Bereichen der physikalischen Chemie, über die Aktivitäten der DBG, Stellenmarkt. Das erste Heft jeden Jahres wird der Öffentlichkeit auf der Homepage der Bunsen-Gesellschaft zugänglich gestellt.
Physical Chemistry Chemical Physics (PCCP) ist eine englische Peer-Review Fachzeitschrift, die Arbeiten aus den Fachbereichen physikalische Chemie, chemische Physik und biophysikalische Chemie veröffentlicht. PCCP wurde 1999 von der Bunsen-Gesellschaft zusammen mit weiteren 18 internationalen Fachgesellschaften mitgegründet und wird von der Royal Society of Chemistry (RSC) herausgegeben. Als Miteigentümerin profitiert die DBG von den Publikationen deutscher Autoren in der Zeitschrift.

## Netzwerk
In der DBG gibt es
- die young Physical Chemists (yPC) – ein Netzwerk von Nachwuchswissenschaftlern
- eine Themenkommission – das Kuratorium für Veranstaltungen
- Vertrauensdozenten – fachliche Ansprechpartner aus den Hochschulen.

Weitere Strukturen, teilweise gemeinsam mit anderen Fachgesellschaften sind:
- die Arbeitsgemeinschaft „Theoretische Chemie“ (AGTC) wird von der Deutsche Bunsen-Gesellschaft für physikalische Chemie, der Deutschen Physikalischen Gesellschaft und der Gesellschaft Deutscher Chemiker (GDCh) getragen. Ihr Hauptziel ist die Förderung der Zusammenarbeit durch die in der Theoretischen Chemie tätigen Wissenschaftler und deren Interessenvertretung gegenüber anderen Fächern und deren Verbänden.[8]
- die Deutsche Flüssigkristall-Gesellschaft (DFKG) ist eine interdisziplinäre Arbeitsgemeinschaft auf dem Gebieten der physikalischen und chemischen Chemie von Flüssigkristallen und deren praktischer Anwendung. Sie dient als Forum für den umfassenden wissenschaftlichen Austausch der Forschungsergebnisse über und mit Flüssigkristallen und soll die Zusammenarbeit der in Forschung und Anwendung tätigen Wissenschaftler fördern.[9]
- die Deutsche Gesellschaft für Katalyse (German Catalysis Society, GeCats) fördert den Austausch in deutsche Katalyse-Gemeinschaft. Sie hat ca. 1100 Mitglieder (Stand 2023) aus Wissenschaft und Industrie und vertritt die Katalyse-Gemeinschaft auf nationaler und internationaler Ebene. Trägerorganisationen der GeCats sind die DBG, DECHEMA, DGMK, ProcessNet, GDCh und VDI-GVC.[10]

Zur Durchführung ihrer Aufgaben und Ziele arbeitet die DBG mit anderen wissenschaftlichen Gesellschaften zusammen. So besteht ein Austausch mit der GDCh, der DECHEMA, der DPG, der EuChemS.

## Preise und Ehrungen

### Preise und Ehrungen der DBG
Die Bunsen-Gesellschaft wirkt auch über die Förderung von Personen und über die Verleihung von Ehrungen und Preisen auf die Entwicklung der Physikalischen Chemie ein. Dabei werden herausragende Wissenschaftler in diesem Bereich gewürdigt.

#### Agnes-Pockels-Promotionspreis
Dieser nach Agnes Pockels benannte Preis ist die jüngste Würdigung der Gesellschaft und wurde 2020 das erste Mal vergeben. Das Besondere an diesem Promotionspreis ist, dass die ausgewählten Kandidaten in einem Doktorandensymposium ihre Vorträge halten, von denen ein Beitrag den Preis gewinnt.

#### Bonhoeffer-Eucken-Scheibe-Vorlesung (eingestellt)
Die Bonhoeffer-Eucken-Scheibe-Vorlesung wird an Forscherpersönlichkeiten der physikalischen Chemie vergeben. Sie ehrt das Gedächtnis der herausragenden Physiko-Chemiker Bonhoeffer, Eucken und Scheibe. Der Preis wurde 2008 das letzte Mal vergeben.

#### Bunsen-Bücherpreis (eingestellt)
Die Bunsen-Gesellschaft verleiht jährlich die Bunsen-Bücherpreise. Mit den Bunsen-Bücherpreisen werden herausragende Diplomarbeiten bzw. Masterarbeiten im Fach Physikalische Chemie an den deutschen Universitäten prämiert. 2015 wurde der Preis das letzte Mal vergeben.

#### Bunsen-Denkmünze
Die Bunsen-Denkmünze ist neben der Ehrenmitgliedschaft eine der ersten Würdigungen der Gesellschaft und wird an solche Persönlichkeiten verliehen, welche die Ziele der physikalischen Chemie durch wissenschaftliche oder praktische Leistungen in hervorragender Weise gefördert haben. Preisträger sind: 1908: Friedrich Wilhelm Kohlrausch, 1911: Ignatz Stroof, 1914: Walther Nernst, 1918: Carl Bosch, Carl Duisberg, Fritz Haber, 1921: Gustav Tammann, 1927: Benno Strauß, 1929: Nikodem Caro, Alwin Mittasch, 1936: Max Bodenstein, Gustav Pistor, 1940: Rudolf Schenck, 1944: Arnold Eucken, 1948: Georg Grube, 1950: Max Volmer, 1951: Hans von Wartenberg, 1953: Matthias Pier, 1955: Karl-Friedrich Bonhoeffer, 1958: Paul Günther, 1961: Carl Wagner, 1965: Reinhard Mecke, 1967: Wilhelm Jost, 1970: Ernst Ulrich Franck, 1972: Theodor Förster, 1976: Heinz Gerischer, 1977: Klaus Schäfer, 1979: Erika Cremer, 1981: Ewald Wicke, 1983: Herbert Zimmermann, 1986: Konrad Georg Weil, 1988: Hermann Schmalzried, 1990: Horst Sackmann, 1992: Gerhard Ertl, 1994: Hans Kuhn, 1996: Gerd Wedler, 1997: Walther Jaenicke, 2000: Reinhart Ahlrichs, 2003: Jürgen Wolfrum, 2007: Michael Buback, 2013: Horst Stegemeyer, 2015: Hans-Joachim Freund, 2020: Joachim Sauer.

#### Ehrenmitgliedschaft
Die Ehrenmitgliedschaft ist die höchste Auszeichnung der DBG. Sie wird für richtungweisende, erfolgreiche, national und international herausragende Arbeiten, für hervorragende Wegbereiter der physikalisch-chemischen Wissenschaft und Technik und in Anerkennung besonderer Verdienste um die ideelle und materielle Förderung der physikalischen Chemie verliehen. 1894 erhielten mit Paul Walden, Gustav Heinrich Wiedemann, Friedrich Kohlrausch, Johann Wilhelm Hittorf und Robert Bunsen gleich 5 Mitglieder der Gesellschaft diese Auszeichnung.

#### Nernst-Haber-Bodenstein-Preis
Der Nernst-Haber-Bodenstein-Preis wird zur Anerkennung hervorragender wissenschaftlicher Leistungen in der Physikalischen Chemie im Gedächtnis an Max Bodenstein, Fritz Haber und Walther Nernst am Anfang ihrer Karriere verliehen.

#### Robert-Bunsen-Vorlesung
Zum Andenken an den Namensgeber der Deutschen Bunsen-Gesellschaft für physikalische Chemie wird die Robert-Bunsen-Vorlesung vergeben.

#### van 't Hoff Preis
Der van 't Hoff Preis wird seit 2009 an herausragende aktive Forscher in der Physikalischen Chemie vergeben. Der Preis wurde 2008 vom Nobelpreisträger Gerhard Ertl zu Ehren des ersten Nobelpreisträgers in Chemie Jacobus Henricus van ’t Hoff gestiftet. Er besteht aus einer Silbermedaille, einer Urkunde und einem Preisgeld von 20000 Euro. Preisträger sind: 2009: Manfred M. Kappes, 2012: Gerardus Johannes Maria Meijer, Frédéric Merkt, 2016: Klaus Kern, Christof Wöll, 2019: Mischa Bonn, 2023: Knut Asmis vom Wilhelm-Ostwald-Institut.

#### Walther-Nernst-Denkmünze
Die Nernst-Denkmünze wird an solche Persönlichkeiten verliehen, welche die Ziele der angewandten physikalischen Chemie in hervorragender Weise gefördert haben.

### Preise und Ehrungen gemeinsam mit anderen Institutionen
Die DBG vergibt Preise mit anderen Gesellschaften, diese sind:

#### Albert-Weller-Preis
Der Albert-Weller-Preis wird gemeinsam mit der Fachgruppe Photochemie der Gesellschaft Deutscher Chemiker für eine herausragende Dissertation auf dem Gebiet der Photochemie/Spektroskopie an junge Wissenschaftler bis max. zwei Jahre nach der Promotion vergeben.

#### Ewald-Wicke-Preis
Der nach Ewald Wicke benannte Preis wird in Zusammenarbeit mit der Ewald Wicke-Stiftung für herausragende wissenschaftliche Leistungen an junge Wissenschaftler bis zum Alter von 35 Jahren auf dem Gebiet der angewandten physikalischen Chemie vergeben.

#### Klaus-Jürgen-Vetter-Preis (2008 eingestellt)
Der Klaus-Jürgen-Vetter-Preis wurde gemeinsam mit der DECHEMA und der Fachgruppe Angewandte Elektrochemie der GDCh auf dem Gebiet der elektrochemischen Kinetik an junge Wissenschaftler bis 40 Jahre vergeben.

#### Paul-Bunge-Preis der Hans R. Jenemann-Stiftung
Der Paul-Bunge-Preis wird gemeinsam mit der Gesellschaft Deutscher Chemiker zur Förderung von Wissenschaft und Forschung auf dem Gebiet der Geschichte wissenschaftlicher Instrumente vergeben.

#### Theodor-Förster-Gedächtnisvorlesung
Die Theodor-Förster-Gedächtnisvorlesung wird gemeinsam mit der Fachgruppe Photochemie der Gesellschaft Deutscher Chemiker für hervorragende Arbeiten auf dem Gesamtgebiet der Photochemie vergeben.

#### Wilhelm-Jost-Gedächtnisvorlesung
Die Wilhelm-Jost-Gedächtnisvorlesung dient der Bewahrung des Andenkens an Wilhelm Jost und wird gemeinsam mit der Akademie der Wissenschaften zu Göttingen an hervorragende Physikochemiker vergeben.

#### Wilhelm-Ostwald-Nachwuchspreis
Der nach Wilhelm Ostwald benannte Nachwuchspreis wird – gemeinsam mit der Gesellschaft Deutscher Chemiker und der Wilhelm-Ostwald-Gesellschaft – verliehen für eine Dissertation oder gleichwertige Arbeit, die Brücken zwischen verschiedenen Disziplinen herstellt. Der Preisträger darf nicht älter als 33 Jahre sein, die Arbeit nicht mehr als zwei Jahre zurückliegen und der Preis ist mit 2500 Euro dotiert. Vorschlagsberechtigt sind Hochschullehrer. Der Preisträger kann seine Arbeit auf einer Tagung der drei Gesellschaften vorstellen. Preisträger waren 2007: Katrin F. Domke, 2010: Ingo Barth, 2012: Kathrin Maria Lange, 2015: Henrike Müller-Werkmeister, 2017: Danil Karnaushenko, 2019: Jan Meinser, 2019: Christoffer Leber, 2021: Johannes Karges.

### Preise und Ehrungen der Arbeitsgemeinschaften
Daneben werden verschiedene Preise der Arbeitsgemeinschaften vergeben.

#### Hans G. A. Hellmann-Preis für Theoretische Chemie (AGTC)
Der nach H. G. A. Hellmann benannte Preis wird von der Arbeitsgemeinschaft für Theoretische Chemie vergeben für hervorragende wissenschaftliche Leistungen aus dem Gesamtbereich der Theoretischen Chemie. Er wird an jüngere Nachwuchswissenschaftler (i.a. nicht über 40 Jahre) verliehen, die noch keine Lebenszeit-Professur innehaben und die der deutschsprachigen Forschungslandschaft verbunden sind. Preisträger waren 1999: Willem Maarten Klopper, 2000: Andreas Görling, 2001: Uwe Manthe, 2002: Klaus Roman Liedl, 2003: Georg Kresse, 2004: Christof Hättig, 2005: Frank Neese, 2006: Michael Thoss, 2007: Andreas Dreuw, 2008: Robert Berger, 2010: Andreas Köhn, 2011: Daniel Sebastiani, 2012: Johannes Kästner, 2013: Jörg Behler, 2014: Christoph Jacob, 2016: Ralf Tonner, 2017: Sandra Luber, 2018: Bettina G. Keller, 2019: Thomas Jagau, 2020: Jeremy Richardson, 2021: Martin Brehm, 2022: Sergey Bokarev.